# 奧帕瓦東站
奧帕瓦東站（捷克語：Opava východ）是位於捷克摩拉維亞-西利西亞州奧帕瓦的鐵路車站，啟用於1851年。該車站建築被列為捷克共和國的文化古蹟，後於2012年進行了重建，並榮獲捷克年度最美車站稱號。